# Кэмпбелл, Колин, 6-й граф Аргайл
Колин Кэмпбелл (англ. Colin Campbell; ок. 1541—1584), 6-й граф Аргайл (с 1574 г.) — шотландский государственный деятель последней трети XVI века из рода Кэмпбеллов.
Колин Кэмпбелл был младшим братом Арчибальда, 5-го графа Аргайла, одного из первых шотландских протестантов и активного сторонника свергнутой в 1567 г. королевы Марии Стюарт. В 1579 г. Колин Кэмпбелл стал лорд-канцлером Шотландии.
В 1570-е гг. Аргайл вступил в затяжной территориальный конфликт с графом Атоллом. Однако жесткое подавление этого спора регентом Мортоном заставило объединиться противников против регента. Мортон, кроме того, стал личным врагом Аргайла после того, как потребовал от жены Колина вернуть в казну драгоценности, доставшиеся ей от её первого мужа регента Морея. Воспользовавшись тем, что королю Якову VI исполнилось двенадцать лет, Аргайл вместе с Атоллом весной 1578 г. убедили короля отправить в отставку Мортона и объявить об окончании регентства. Однако регент переиграл заговорщиков и вновь завладел особой Якова VI, восстановив свою власть в стране. Правда Аргайл был допущен к участию в королевском совете.
Заговор Аргайла—Атолла стал первым в целой серии государственных переворотв и контрпереворотов, который сотрясали государственные устои шотландского королевства в конце 1570-х — начале 1580-х гг. Аргайл все более сближался с консервативной партией шотландских баронов во главе с графом Хантли, часто называемой «католической партией», хотя среди её представителей католики составляли незначительное меньшинство. В 1583 г. Аргайл принял участие в разгроме радикальных пресвитериан Уильяма Рутвена, графа Гоури, ненадолго захвативших власть в стране.